# Горња Пакленица
Горња Пакленица је насељено мјесто у граду Добој, Република Српска, БиХ. Према попису становништва из 2013. године, у насељу је живјело 400 становника. Спада у једно од већих озренских села.

## Географија
Налази се на Озрену. Има повољан положај за узгајање пољопривредних добара.

## Становништво
| Демографија | Демографија | Демографија |
| Година      | Становника  | Становника  |
| ----------- | ----------- | ----------- |
| 1961.       | 700         |             |
| 1971.       | 720         |             |
| 1981.       | 759         |             |
| 1991.       | 628         |             |
| 2013.       | 400         |             |